# Eddy van Vliet
Eduard Léon Juliaan (Eddy) van Vliet (Antwerpen, 11 september 1942 – Roeselare, 5 oktober 2002) was een Vlaams dichter en advocaat.

## Biografie
Eddy van Vliet werd geboren als zoon van Eugène van Vliet en Mireille Conrad. Het huwelijk boterde slecht. In 1954 verliet vader Eugène van Vliet het gezin, om er nooit meer terug te keren. Daarover schreef Eddy van Vliet in Afscheid van mijn vader :
(...) Die morgen
liep hij van de keuken naar de straatdeur
en kwam niet weer.
Geregeld wordt het dichtwerk van Eddy van Vliet als neoromantisch bestempeld of geplaatst in de literaire richting van de nieuwe romantiek.
Eddy van Vliet stelde samen met Cees Buddingh' de bloemlezing Is dit genoeg: een stuk of wat gedichten samen. Omwille van de samenstelling maakte die bloemlezing veel ophef in de literaire wereld.
Als advocaat (Vrije Universiteit Brussel) werd Eddy van Vliet de laatste jaren van zijn leven bekender doordat hij geregeld zetelde in het beoordelingspanel van het televisieprogramma Recht van antwoord op VTM.
De afwezige vader bleef een rol spelen in de gedichten van Eddy van Vliet. Zijn laatste dichtbundel is een lang episch gedicht, getiteld Vader. Eddy van Vliet spreekt zijn vader in het gedicht toe. Het wordt als het ware een levensbeschrijving met lof voor de vader, maar tevens met uiting van de pijn van het verdriet door zijn vertrek en de jaren van gemis. Terwijl Eddy van Vliet aan Vader werkte, stierf zijn vader.
Het lijkt erop alsof de dichter dat niet te boven is gekomen. Nog geen jaar later, kort nadat hij zijn zestigste verjaardag kon vieren met de uitgave van Gigantische dagen, een bloemlezing uit zijn eigen werk, overleed Eddy van Vliet aan een hersentumor.
Van Vliet was de schoonzoon en vennoot van advocaat Edgar Boonen.

### Primaire, verspreide uitgaven
- Het lied van ik. Deurne (Antwerpen), z.n.; 1964.
- Duel. Brugge, Desclée De Brouwer; (Reeks: Noorderlicht); 1967.
- Columbus tevergeefs. Brugge/Utrecht, Desclée De Brouwer; (Reeks: De Bladen voor de Poëzie); 1969.
- Van bittere tranen, Kollebloemen e.a. Blozende droefheden. Z.p. (Amsterdam/Brussel), Paris-Manteau, (Reeks: Manteau-poëzie; onder redactionele leiding van Paul Snoek); 1971.
- De vierschaar. Gedichten 1962-1972. Amsterdam-Brussel, Paris-Manteau, 1973. Bloemlezing.
- Het grote verdriet. Gedichten 1971-1974. ’s-Gravenhage, Nijgh & Van Ditmar, 1974.
- Na de wetten van Afscheid & Herfst. Fragmenten uit het leven van een burger. Gedichten. Amsterdam, De Bezige Bij, 1978.
- Glazen. Gedichten. Amsterdam, De Bezige Bij, 1979.
- Jaren na maart. Nawoord J. Bernlef. Amsterdam, De Bezige Bij (Bezige Bij Poëziepocket nr.8), 1983.
- De binnenplaats. Amsterdam, De Bezige Bij, 1987.
- De toekomstige dief. Amsterdam, De Bezige Bij, 1991.
- Poëzie: een pleidooi. Gent, Poëziecentrum, 1991. Non-fictioneel werk over poëzie.
- Zoals in een fresco de kleur. Gedichten. Amsterdam, De Bezige Bij, 1996.
- Vader. Amsterdam, De Bezige Bij, 2001.
- Gigantische dagen: een keuze uit de gedichten 1978-2001. Amsterdam, De Bezige Bij, 2002.
- Verzamelde gedichten. Amsterdam, De Bezige Bij, 2007; 976 blz.

### Secundaire bibliografie
- Eddy van Vliet. door Benno Barnard. Gent, Poëziecentrum; (Reeks: Dichters van nu; nr. 3), 1992. Biografie, ill., bloemlezing.

### Bloemlezingen, samengesteld door onder anderen Eddy van Vliet
- C. Buddingh’ en Eddy van Vliet: Poëzie is een daad van bevestiging. Noord- en Zuid-Nederlandse poëzie van 1945 tot heden. Amsterdam, Elsevier (Elseviers literaire serie), 1978.
- C. Buddingh’ en Eddy van Vliet: Is dit genoeg: een stuk of wat gedichten. Honderd jaar Noord- en Zuid-Nederlandse poëzie (1880-1980) in dertig thema’s. Amsterdam/Brussel, Elsevier-Manteau, 1982, twee delen.
- Eddy van Vliet: Geen dag zonder liefde. Honderd jaar Nederlandse liefdespoëzie uit noord en zuid. Gent, Poëziecentrum, 1994.

## Prijzen
In 1971 won Eddy Van Vliet de Arkprijs van het Vrije Woord voor Columbus Tevergeefs. Vier jaar later, in 1975, mocht van Vliet de Jan Campert-prijs in ontvangst nemen. In 1989 kreeg hij de Staatsprijs voor poëzie.